# ويلارد باركر
ويلارد باركر (بالإنجليزية: Willard Parker)‏ هو ممثل أمريكي، ولد في 5 فبراير 1912 بنيويورك في الولايات المتحدة، وتوفي في 4 ديسمبر 1996 في الولايات المتحدة بسبب نوبة قلبية.

## وصلات خارجية
- ويلارد باركر على موقع IMDb (الإنجليزية)
- ويلارد باركر على موقع أول موفي (الإنجليزية)
- ويلارد باركر على موقع قاعدة بيانات برودواي على الإنترنت (الإنجليزية)
- ويلارد باركر على موقع قاعدة بيانات الأفلام السويدية (السويدية)
- ويلارد باركر على موقع قاعدة بيانات الفيلم (الإنجليزية)